# Procordulia karnyi
Procordulia karnyi – gatunek ważki z rodziny szklarkowatych (Corduliidae).